# Татий Андроник
Та́тий Андро́ник (лат. Tatius Andronicus) — государственный деятель Римской империи первой половины IV века, консул 310 года.

## Биография
Известны лишь занимавшиеся Татием Андроником должности — в 310 году, будучи префектом претория Востока, он также получил от императора Галерия, правившего востоком империи, должность консула, которую занимал совместно с Помпеем Пробом. Больше никаких сведений об этом человеке не сохранилось.
Консульство Андроника и Проба не признал как воющий с Галерием Максенций (объявивший себя в Риме консулом в третий раз, без коллеги), так и выжидающий Константин I (объявивший у себя в Галлии продолжение предыдущего консулата).